# Charles-René Darrieux
Pour les articles homonymes, voir Darrieux.
Charles-René Darrieux est un peintre français né à Bordeaux le 17 juillet 1879 et mort à Clichy  le 11 mai 1958.

## Biographie
Élève de Fernand Cormon, Marcel Baschet et François Schommer, Charles-René Darrieux obtient le deuxième grand prix de Rome en 1907. Sociétaire du Salon des artistes français, on lui doit des illustrations et des affiches. 

## Récompenses et distinctions
- Mention honorable au Salon de 1906, 3e médaille en 1906 et 1907, médaille d'or en 1924.
- Prix Abd-el-Tif en 1914.
- Prix Bompard en 1944.
- Chevalier de la Légion d'honneur.